# Matches
«Matches» es una canción grabada por la cantante estadounidense Britney Spears y la banda Backstreet Boys para la reedición de lujo del noveno álbum de estudio de Spears, Glory (2016). Fue escrita por Mike Wise, Asia Whiteacre, Justin Tranter e Ian Kirkpatrick originalmente para el noveno álbum de estudio de Backstreet Boys, DNA (2019), la canción, sin embargo, no apareció en el corte final del álbum siendo reutilizada como una colaboración entre Spears y la banda. La pista apareció en la reedición de lujo de Glory, que se lanzó el 4 de diciembre de 2020. 
El 18 de diciembre de 2020 se envió a las radios de éxitos contemporáneos en Italia como la sexta canción promocional de Glory en el país. La canción tuvo una recepción positiva con los críticos, señalando que tiene una "vibra muy noventera".

## Antecedentes y composición
«Matches» fue producida por Michael Wise e Ian Kirkpatrick y coescrita por Asia Whiteacre y Justin Tranter. La canción se convirtió en la primera colaboración entre Spears y los Backstreet Boys, a pesar de que ambos estaban en su mejor momento a finales de la década de 1990 y principios de la de 2000. Sin embargo, ambos artistas ya habían trabajado indirectamente con sus voces en la canción «What's Going On» de 2001 como parte de la campaña Artists Against AIDS Worldwide. «Matches» fue grabada a principios de 2017 únicamente por Backstreet Boys para su noveno álbum de estudio DNA (2019), pero no logró quedar en el corte final. Sin embargo, Spears escuchó la pista y le encantó, y decidió volver a grabarla, pero manteniendo la voz de los Backstreet Boys en ella.
«Matches» es una canción con elementos dance pop y electropop que contiene efectos de sonido electrónicos. Su letra describe un amor peligroso y ha sido descrita como "sensual" por Sara Moniuszko de USA Today. También contiene muchas inversiones; en el pre-estribillo, los Backstreet Boys están cantando "Our fire is killing me /The good kind of killing me", cuando Spears comienza su verso con la línea "I like the way you dress", y luego añade "And the way you undress".

## Recepción de la crítica
Jon Blisten de la revista Rolling Stone calificó a «Matches» como un "delicioso éxito pop de los clubes contemporáneos" con cuerdas que "recuerdan las canciones al estilo de Max Martin que hicieron de Spears y BSB unas superestrellas". Tom Breihan de Stereogum dijo que la pista era "pegadiza". También agregó que "'Es Backstreet back, bitch' en la introducción se siente como una oportunidad perdida". A diferencia de Blisten de Rolling Stone, Wren Graves de Consequence of Sound declaró que «Matches» "no es una devolución de llamada a los días de gloria de los vestidos de mezclilla y las producciones de Max Martin; en cambio, es un viaje a través de la última década del EDM cachondo". Mike Wass, de Idolator, calificó la colaboración como "sexy" y dijo que "no alcanza esas alturas [como «Swimming in the Star»s]", pero sigue siendo una "valiosa adición a ambas discografías". Andrea Dresdale, de la ABC News Radio, calificó la canción de un "golpe caliente".

## Créditos y personal
Créditos adaptados de Tidal.
- Britney Spears – Voz principal
- Backstreet Boys – Voz principal
- Ian Kirkpatrick – Composición, Producción
- Michael Wise – Composición, Producción
- Justin Tranter – Composición
- Asia Whiteacre – Composición
- Josh Gudwin – Mezcla
- Dave Kutch – Masterización

## Posicionamientos en listas

### Listas semanales
| América del Norte |                             |    |        |
| Canadá            | Canadian Digital Songs      | 7  | [ 14 ] |
| Estados Unidos    | Digital Songs               | 11 | [ 15 ] |
| Asia              |                             |    |        |
| Malasia           | Top 20 canciones            | 5  | [ 16 ] |
| Europa            |                             |    |        |
| Alemania          | Top 100 canciones digitales | 22 | [ 17 ] |
| Francia           | Top 100 canciones digitales | 40 | [ 18 ] |
| Hungría           | Top 40 canciones            | 22 | [ 19 ] |
| Reino Unido       | Top 100 canciones digitales | 48 | [ 20 ] |
| Oceanía           |                             |    |        |
| Nueva Zelanda     | Top 100 canciones           | 40 | [ 21 ] |

## Historial de publicaciones
| País                       | Fecha                   | Formato                | Discográfica | Ref.          |
| -------------------------- | ----------------------- | ---------------------- | ------------ | ------------- |
| Historial de publicaciones |                         |                        |              |               |
| Italia                     | 18 de diciembre de 2020 | Contemporary hit radio | Sony Music   | [ 22 ] [ 22 ] |